# Clássico das Rosas
Clássico das Rosas, também conhecido como Leeds United vs. Manchester United é o clássico que envolve Leeds United e Manchester United, equipes rivais das cidades de Leeds e Manchester, respectivamente, na Inglaterra. As equipes se confrontam desde 15 de janeiro de 1906. O confronto entre Manchester United e Leeds United foi por um bom tempo o jogo mais intenso na Inglaterra entre duas equipes de diferentes cidades.

## Contexto
A rivalidade é considerada como uma manifestação esportiva da rivalidade estabelecida entre os condados de Yorkshire e Lancashire, que pode ser traçada vagamente até as Guerras das Rosas, uma série de guerras civis travadas entre as casas reais Plantagenet rivais de Yorkshire e Lancaster para o trono da Inglaterra durante o século XV. As batalhas disputadas durante as guerras foram particularmente sangrentas, especialmente a Batalha de Towton, que ocorreu a apenas 24 km de Leeds e é descrita como "a batalha mais sangrenta da Inglaterra".
As cores das camisas da casa de cada time de futebol correspondem adequadamente à respectiva rosa representando seu histórico condado - Leeds com um kit branco, parecido com a rosa de Yorkshire e Manchester United com uma camisa vermelha, como a rosa de Lancashire. No entanto, as cores do Manchester United nem sempre foram vermelhas e o Leeds só adotou seu kit branco nos anos 60, inspirado no Real Madrid . Existe uma rivalidade semelhante no esporte do críquete, no qual as partidas são disputadas por um condado. Neste caso, o Jogo das Rosas é o nome dado aos jogos disputados entre o Yorkshire County Cricket Club e o Lancashire County Cricket Club. Embora os clubes cubram a região maior do condado, Yorkshire tem sede em Leeds e joga no Headingley Rugby Stadium, enquanto Lancashire joga no Old Trafford Cricket Ground em Manchester, próximo ao estádio de futebol do mesmo nome. Manchester está agora no condado metropolitano do Grande Manchester, enquanto Leeds está agora no condado metropolitano do West Yorkshire.

## Resultado
| #   | Data                    | Mandante          | Placar | Visitante         | Estádio      | Competição                     | Info                |
| 1   | 15 de janeiro de 1906   | Manchester United | 0 - 3  | Leeds United      | Bank Street  | Campeonato Inglês - 2ª Divisão | [ 5 ]               |
| 2   | 21 de abril de 1906     | Leeds United      | 1 - 3  | Manchester United | Elland Road  | Campeonato Inglês - 2ª Divisão | [ 6 ]               |
| 3   | 20 de janeiro de 1923   | Manchester United | 0 - 0  | Leeds United      | Old Trafford | Campeonato Inglês - 2ª Divisão | [ 7 ]               |
| 4   | 27 de janeiro de 1923   | Leeds United      | 0 - 1  | Manchester United | Elland Road  | Campeonato Inglês - 2ª Divisão | [ 8 ]               |
| 5   | 1° de dezembro de 1923  | Leeds United      | 0 - 0  | Manchester United | Elland Road  | Campeonato Inglês - 2ª Divisão | [ 9 ]               |
| 6   | 8 de dezembro de 1923   | Manchester United | 3 - 1  | Leeds United      | Old Trafford | Campeonato Inglês - 2ª Divisão | [ 10 ]              |
| 7   | 3 de outubro de 1925    | Leeds United      | 0 - 0  | Manchester United | Elland Road  | Campeonato Inglês - 1ª Divisão | [ 11 ]              |
| 8   | 13 de fevereiro de 1926 | Manchester United | 2 - 1  | Leeds United      | Old Trafford | Campeonato Inglês - 1ª Divisão | [ 12 ]              |
| 9   | 4 de setembro de 1926   | Manchester United | 2 - 2  | Leeds United      | Old Trafford | Campeonato Inglês - 1ª Divisão | [ 13 ]              |
| 10  | 22 de janeiro de 1927   | Leeds United      | 2 - 3  | Manchester United | Elland Road  | Campeonato Inglês - 1ª Divisão | [ 14 ]              |
| 11  | 8 de setembro de 1928   | Leeds United      | 3 - 2  | Manchester United | Elland Road  | Campeonato Inglês - 1ª Divisão | [ 15 ]              |
| 12  | 19 de janeiro de 1929   | Manchester United | 1 - 2  | Leeds United      | Old Trafford | Campeonato Inglês - 1ª Divisão | [ 16 ]              |
| 13  | 21 de dezembro de 1929  | Manchester United | 3 - 1  | Leeds United      | Old Trafford | Campeonato Inglês - 1ª Divisão | [ 17 ]              |
| 14  | 26 de abril de 1930     | Leeds United      | 3 - 1  | Manchester United | Elland Road  | Campeonato Inglês - 1ª Divisão | [ 18 ]              |
| 15  | 20 de dezembro de 1930  | Leeds United      | 5 - 0  | Manchester United | Elland Road  | Campeonato Inglês - 1ª Divisão | [ 19 ]              |
| 16  | 1° de janeiro de 1931   | Manchester United | 0 - 0  | Leeds United      | Old Trafford | Campeonato Inglês - 1ª Divisão | [ 20 ]              |
| 17  | 7 de novembro de 1931   | Manchester United | 2 - 5  | Leeds United      | Old Trafford | Campeonato Inglês - 2ª Divisão | [ 21 ]              |
| 18  | 19 de março de 1932     | Leeds United      | 1 - 4  | Manchester United | Elland Road  | Campeonato Inglês - 2ª Divisão | [ 22 ]              |
| 19  | 28 de novembro de 1936  | Leeds United      | 2 - 1  | Manchester United | Elland Road  | Campeonato Inglês - 1ª Divisão | [ 23 ]              |
| 20  | 3 de abril de 1937      | Manchester United | 0 - 0  | Leeds United      | Old Trafford | Campeonato Inglês - 1ª Divisão | [ 24 ]              |
| 21  | 7 de abril de 1939      | Manchester United | 0 - 0  | Leeds United      | Old Trafford | Campeonato Inglês - 1ª Divisão | [ 25 ]              |
| 22  | 10 de abril de 1939     | Leeds United      | 3 - 1  | Manchester United | Elland Road  | Campeonato Inglês - 1ª Divisão | [ 26 ]              |
| 23  | 7 de abril de 1947      | Manchester United | 3 - 1  | Leeds United      | Maine Road   | Campeonato Inglês - 1ª Divisão | [ 27 ]              |
| 24  | 8 de abril de 1947      | Leeds United      | 0 - 2  | Manchester United | Elland Road  | Campeonato Inglês - 1ª Divisão | [ 28 ]              |
| 25  | 27 de janeiro de 1951   | Manchester United | 4 - 0  | Leeds United      | Old Trafford | Copa da Inglaterra             | [ 29 ]              |
| 26  | 17 de novembro de 1956  | Manchester United | 3 - 2  | Leeds United      | Old Trafford | Campeonato Inglês - 1ª Divisão | [ 30 ]              |
| 27  | 30 de março de 1957     | Leeds United      | 1 - 2  | Manchester United | Elland Road  | Campeonato Inglês - 1ª Divisão | [ 31 ]              |
| 28  | 7 septembro 1957        | Manchester United | 5 - 0  | Leeds United      | Old Trafford | Campeonato Inglês - 1ª Divisão | [ 32 ]              |
| 29  | 11 de janeiro de 1958   | Leeds United      | 1 - 1  | Manchester United | Elland Road  | Campeonato Inglês - 1ª Divisão | [ 33 ]              |
| 30  | 1° de novembro de 1958  | Leeds United      | 1 - 2  | Manchester United | Elland Road  | Campeonato Inglês - 1ª Divisão | [ 34 ]              |
| 31  | 21 de março de 1959     | Manchester United | 4 - 0  | Leeds United      | Old Trafford | Campeonato Inglês - 1ª Divisão | [ 35 ]              |
| 32  | 9 septembro 1959        | Manchester United | 6 - 0  | Leeds United      | Old Trafford | Campeonato Inglês - 1ª Divisão | [ 36 ]              |
| 33  | 16 septembro 1959       | Leeds United      | 2 - 2  | Manchester United | Elland Road  | Campeonato Inglês - 1ª Divisão | [ 37 ]              |
| 34  | 5 de dezembro de 1964   | Manchester United | 0 - 1  | Leeds United      | Old Trafford | Campeonato Inglês - 1ª Divisão | [ 38 ]              |
| 35  | 27 de março de 1965     | Manchester United | 0 - 0  | Leeds United      | Hillsborough | Copa da Inglaterra             | [ 39 ]              |
| 36  | 31 de março de 1965     | Manchester United | 0 - 1  | Leeds United      | City Ground  | Copa da Inglaterra             | [ 40 ]              |
| 37  | 17 de abril de 1965     | Leeds United      | 0 - 1  | Manchester United | Elland Road  | Campeonato Inglês - 1ª Divisão | [ 41 ]              |
| 38  | 12 de janeiro de 1966   | Leeds United      | 1 - 1  | Manchester United | Elland Road  | Campeonato Inglês - 1ª Divisão | [ 42 ]              |
| 39  | 19 de maio de 1966      | Manchester United | 1 - 1  | Leeds United      | Old Trafford | Campeonato Inglês - 1ª Divisão | [ 43 ]              |
| 40  | 27 de agosto de 1966    | Leeds United      | 3 - 1  | Manchester United | Elland Road  | Campeonato Inglês - 1ª Divisão | [ 44 ]              |
| 41  | 31 de dezembro de 1966  | Manchester United | 0 - 0  | Leeds United      | Old Trafford | Campeonato Inglês - 1ª Divisão |                     |
| 42  | 23 de agosto de 1967    | Manchester United | 1 - 0  | Leeds United      | Old Trafford | Campeonato Inglês - 1ª Divisão | [ 45 ]              |
| 43  | 8 de novembro de 1967   | Leeds United      | 1 - 0  | Manchester United | Elland Road  | Campeonato Inglês - 1ª Divisão | [ 46 ]              |
| 44  | 2 de novembro de 1968   | Manchester United | 0 - 0  | Leeds United      | Old Trafford | Campeonato Inglês - 1ª Divisão | [ 47 ]              |
| 45  | 11 de janeiro de 1969   | Leeds United      | 2 - 1  | Manchester United | Elland Road  | Campeonato Inglês - 1ª Divisão | [ 48 ]              |
| 46  | 6 de setembro de 1969   | Leeds United      | 2 - 2  | Manchester United | Elland Road  | Campeonato Inglês - 1ª Divisão | [ 49 ]              |
| 47  | 26 de janeiro de 1970   | Manchester United | 2 - 2  | Leeds United      | Old Trafford | Campeonato Inglês - 1ª Divisão | [ 50 ]              |
| 48  | 14 de março de 1970     | Manchester United | 0 - 0  | Leeds United      | Old Trafford | Copa da Inglaterra             | [ 51 ]              |
| 49  | 23 de março de 1970     | Manchester United | 0 - 0  | Leeds United      | Villa Park   | Copa da Inglaterra             | [ 52 ]              |
| 50  | 26 de março de 1970     | Manchester United | 0 - 1  | Leeds United      | Burnden Park | Copa da Inglaterra             | [ 53 ]              |
| 51  | 15 de agosto de 1970    | Manchester United | 0 - 1  | Leeds United      | Old Trafford | Campeonato Inglês - 1ª Divisão | [ 54 ]              |
| 52  | 17 de outubro de 1970   | Leeds United      | 2 - 2  | Manchester United | Elland Road  | Campeonato Inglês - 1ª Divisão | [ 55 ]              |
| 53  | 30 de outubro de 1970   | Manchester United | 0 - 1  | Leeds United      | Old Trafford | Campeonato Inglês - 1ª Divisão | [ 56 ]              |
| 54  | 19 de fevereiro de 1972 | Leeds United      | 5 - 1  | Manchester United | Elland Road  | Campeonato Inglês - 1ª Divisão | [ 57 ]              |
| 55  | 23 de dezembro de 1972  | Manchester United | 1 - 1  | Leeds United      | Old Trafford | Campeonato Inglês - 1ª Divisão |                     |
| 56  | 18 de abril de 1973     | Leeds United      | 0 - 1  | Manchester United | Elland Road  | Campeonato Inglês - 1ª Divisão |                     |
| 57  | 22 de setembro de 1973  | Leeds United      | 0 - 0  | Manchester United | Elland Road  | Campeonato Inglês - 1ª Divisão | [ 58 ]              |
| 58  | 9 de fevereiro de 1974  | Manchester United | 0 - 2  | Leeds United      | Old Trafford | Campeonato Inglês - 1ª Divisão | [ 59 ]              |
| 59  | 11 de outubro de 1975   | Leeds United      | 1 - 2  | Manchester United | Elland Road  | Campeonato Inglês - 1ª Divisão | [ 60 ]              |
| 60  | 13 de março de 1976     | Manchester United | 3 - 2  | Leeds United      | Old Trafford | Campeonato Inglês - 1ª Divisão | [ 61 ]              |
| 61  | 2 de outubro de 1976    | Leeds United      | 0 - 2  | Manchester United | Elland Road  | Campeonato Inglês - 1ª Divisão | [ 62 ]              |
| 62  | 12 de março de 1977     | Manchester United | 1 - 0  | Leeds United      | Old Trafford | Campeonato Inglês - 1ª Divisão | [ 63 ]              |
| 63  | 23 de abril de 1977     | Manchester United | 2 - 1  | Leeds United      | Hillsborough | Copa da Inglaterra             | [ 64 ]              |
| 64  | 24 de setembro de 1977  | Leeds United      | 1 - 1  | Manchester United | Elland Road  | Campeonato Inglês - 1ª Divisão | [ 65 ]              |
| 65  | 1° de março de 1978     | Manchester United | 0 - 1  | Leeds United      | Old Trafford | Campeonato Inglês - 1ª Divisão | [ 66 ]              |
| 66  | 23 de agosto de 1978    | Leeds United      | 2 - 3  | Manchester United | Elland Road  | Campeonato Inglês - 1ª Divisão | [ 67 ]              |
| 67  | 24 de março de 1979     | Manchester United | 4 - 1  | Leeds United      | Old Trafford | Campeonato Inglês - 1ª Divisão | [ 68 ]              |
| 68  | 8 de dezembro de 1979   | Manchester United | 1 - 1  | Leeds United      | Old Trafford | Campeonato Inglês - 1ª Divisão | [ 69 ]              |
| 69  | 3 de maio de 1980       | Leeds United      | 2 - 0  | Manchester United | Elland Road  | Campeonato Inglês - 1ª Divisão | [ 70 ]              |
| 70  | 20 de setembro de 1980  | Leeds United      | 0 - 0  | Manchester United | Elland Road  | Campeonato Inglês - 1ª Divisão | [ 71 ]              |
| 71  | 28 de fevereiro de 1981 | Manchester United | 0 - 1  | Leeds United      | Old Trafford | Campeonato Inglês - 1ª Divisão | [ 72 ]              |
| 72  | 30 de setembro de 1981  | Manchester United | 1 - 0  | Leeds United      | Old Trafford | Campeonato Inglês - 1ª Divisão | [ 73 ]              |
| 73  | 3 de abril de 1982      | Leeds United      | 0 - 0  | Manchester United | Elland Road  | Campeonato Inglês - 1ª Divisão | [ 74 ]              |
| 74  | 28 de agosto de 1990    | Leeds United      | 0 - 0  | Manchester United | Elland Road  | Campeonato Inglês - 1ª Divisão | [ 75 ]              |
| 75  | 8 de dezembro de 1990   | Manchester United | 1 - 1  | Leeds United      | Old Trafford | Campeonato Inglês - 1ª Divisão | [ 76 ]              |
| 76  | 10 de fevereiro de 1991 | Manchester United | 2 - 1  | Leeds United      | Old Trafford | Copa da Liga Inglesa           | [ 77 ]              |
| 77  | 24 de fevereiro de 1991 | Leeds United      | 0 - 1  | Manchester United | Elland Road  | Copa da Liga Inglesa           | [ 78 ]              |
| 78  | 31 de agosto de 1991    | Manchester United | 1 - 1  | Leeds United      | Old Trafford | Campeonato Inglês - 1ª Divisão | [ 79 ]              |
| 79  | 29 de dezembro de 1991  | Leeds United      | 1 - 1  | Manchester United | Elland Road  | Campeonato Inglês - 1ª Divisão | [ 80 ]              |
| 80  | 8 de janeiro de 1992    | Leeds United      | 1 - 3  | Manchester United | Elland Road  | Copa da Liga Inglesa           | [ 81 ]              |
| 81  | 15 de janeiro de 1992   | Leeds United      | 0 - 1  | Manchester United | Elland Road  | Copa da Inglaterra             | [ 82 ]              |
| 82  | 6 de setembro de 1992   | Manchester United | 2 - 0  | Leeds United      | Old Trafford | Premier League                 |                     |
| 83  | 8 de fevereiro de 1993  | Leeds United      | 0 - 0  | Manchester United | Elland Road  | Premier League                 | [ 83 ]              |
| 84  | 1° de janeiro de 1994   | Manchester United | 0 - 0  | Leeds United      | Old Trafford | Premier League                 | [ 84 ]              |
| 85  | 27 de abril de 1994     | Leeds United      | 0 - 2  | Manchester United | Elland Road  | Premier League                 |                     |
| 86  | 11 de setembro de 1994  | Leeds United      | 2 - 1  | Manchester United | Elland Road  | Premier League                 |                     |
| 87  | 19 de fevereiro de 1995 | Manchester United | 3 - 1  | Leeds United      | Old Trafford | Copa da Inglaterra             |                     |
| 88  | 2 de abril de 1995      | Manchester United | 0 - 0  | Leeds United      | Old Trafford | Premier League                 | [ 85 ]              |
| 89  | 24 de dezembro de 1995  | Leeds United      | 3 - 1  | Manchester United | Elland Road  | Premier League                 |                     |
| 90  | 17 de abril de 1996     | Manchester United | 1 - 0  | Leeds United      | Old Trafford | Premier League                 |                     |
| 91  | 7 de setembro de 1996   | Leeds United      | 0 - 4  | Manchester United | Elland Road  | Premier League                 |                     |
| 92  | 28 de dezembro de 1996  | Manchester United | 1 - 0  | Leeds United      | Old Trafford | Premier League                 |                     |
| 93  | 27 de setembro de 1997  | Leeds United      | 1 - 0  | Manchester United | Elland Road  | Premier League                 |                     |
| 94  | 4 de maio de 1998       | Manchester United | 3 - 0  | Leeds United      | Old Trafford | Premier League                 | [carece de fontes?] |
| 95  | 29 de novembro de 1998  | Manchester United | 3 - 2  | Leeds United      | Old Trafford | Premier League                 |                     |
| 96  | 25 de abril de 1999     | Leeds United      | 1 - 1  | Manchester United | Elland Road  | Premier League                 |                     |
| 97  | 14 de agosto de 1999    | Manchester United | 2 - 0  | Leeds United      | Old Trafford | Premier League                 |                     |
| 98  | 20 de fevereiro de 2000 | Leeds United      | 0 - 1  | Manchester United | Elland Road  | Premier League                 |                     |
| 99  | 21 de outubro de 2000   | Manchester United | 3 - 0  | Leeds United      | Old Trafford | Premier League                 |                     |
| 100 | 3 de março de 2001      | Leeds United      | 1 - 1  | Manchester United | Elland Road  | Premier League                 |                     |
| 101 | 27 de outubro de 2001   | Manchester United | 1 - 1  | Leeds United      | Old Trafford | Premier League                 |                     |
| 102 | 30 de março de 2002     | Leeds United      | 3 - 4  | Manchester United | Elland Road  | Premier League                 |                     |
| 103 | 14 de setembro de 2002  | Leeds United      | 1 - 0  | Manchester United | Elland Road  | Premier League                 |                     |
| 104 | 5 de março de 2003      | Manchester United | 2 - 1  | Leeds United      | Old Trafford | Premier League                 |                     |
| 105 | 18 de outubro de 2003   | Leeds United      | 0 - 1  | Manchester United | Elland Road  | Premier League                 | [ 86 ]              |
| 106 | 28 de outubro de 2003   | Leeds United      | 2 - 3  | Manchester United | Elland Road  | Copa da Liga Inglesa           |                     |
| 107 | 21 de fevereiro de 2004 | Manchester United | 1 - 1  | Leeds United      | Old Trafford | Premier League                 |                     |
| 108 | 3 de janeiro de 2010    | Manchester United | 0 - 1  | Leeds United      | Old Trafford | Copa da Inglaterra             | [ 87 ]              |
| 109 | 20 de setembro de 2011  | Leeds United      | 0 - 3  | Manchester United | Elland Road  | Copa da Liga Inglesa           |                     |
| 110 | 20 de dezembro de 2020  | Manchester United | 6 - 2  | Leeds United      | Old Trafford | Premier League                 |                     |
| 111 | 24 de abril de 2021     | Leeds United      | 0 - 0  | Manchester United | Elland Road  | Premier League                 | [ 88 ]              |
| 112 | 14 de agosto de 2021    | Manchester United | 5 - 1  | Leeds United      | Old Trafford | Premier League                 | [ 89 ]              |
| 113 | 20 de fevereiro de 2022 | Leeds United      | 2 - 4  | Manchester United | Elland Road  | Premier League                 | [ 90 ]              |
| 114 | 8 de fevereiro de 2023  | Manchester United | 2 - 2  | Leeds United      | Old Trafford | Premier League                 | [ 91 ]              |
| 115 | 12 de fevereiro de 2023 | Leeds United      | 0 - 2  | Manchester United | Elland Road  | Premier League                 | [ 92 ]              |

## Resumo de resultados
- Atualizado até 29 de novembro de 2023

| Competição           | Vitórias do Leeds United | Empates | Vitórias do Manchester United | Gols do Leeds United | Gols do Manchester United |
| -------------------- | ------------------------ | ------- | ----------------------------- | -------------------- | ------------------------- |
| Premier League       | 26                       | 34      | 41                            | 105                  | 146                       |
| Copa da Inglaterra   | 3                        | 3       | 4                             | 5                    | 10                        |
| Copa da Liga Inglesa | 0                        | 0       | 5                             | 4                    | 12                        |
| Total                | 29                       | 37      | 50                            | 114                  | 168                       |

## Títulos
- Atualizado até 29 de novembro de 2023

| Competição                      | Títulos do Leeds United | Títulos do Manchester United | Títulos combinados |
| ------------------------------- | ----------------------- | ---------------------------- | ------------------ |
| Copa do Mundo de Clubes da FIFA | 0                       | 1                            | 1                  |
| Copa Intercontinental           | 0                       | 1                            | 1                  |
| Liga dos Campeões da UEFA       | 0                       | 3                            | 3                  |
| Liga Europa da UEFA             | 0                       | 1                            | 1                  |
| Taça das Cidades com Feiras     | 2                       | 0                            | 2                  |
| Recopa da Europa                | 0                       | 1                            | 1                  |
| Supercopa da UEFA               | 0                       | 1                            | 1                  |
| Premier League                  | 3                       | 20                           | 23                 |
| Copa da Inglaterra              | 1                       | 12                           | 13                 |
| Copa da Liga Inglesa            | 1                       | 6                            | 7                  |
| Supercopa da Inglaterra         | 2                       | 21                           | 23                 |
| Total                           | 9                       | 66                           | 75                 |